# Svalgarns naturreservat

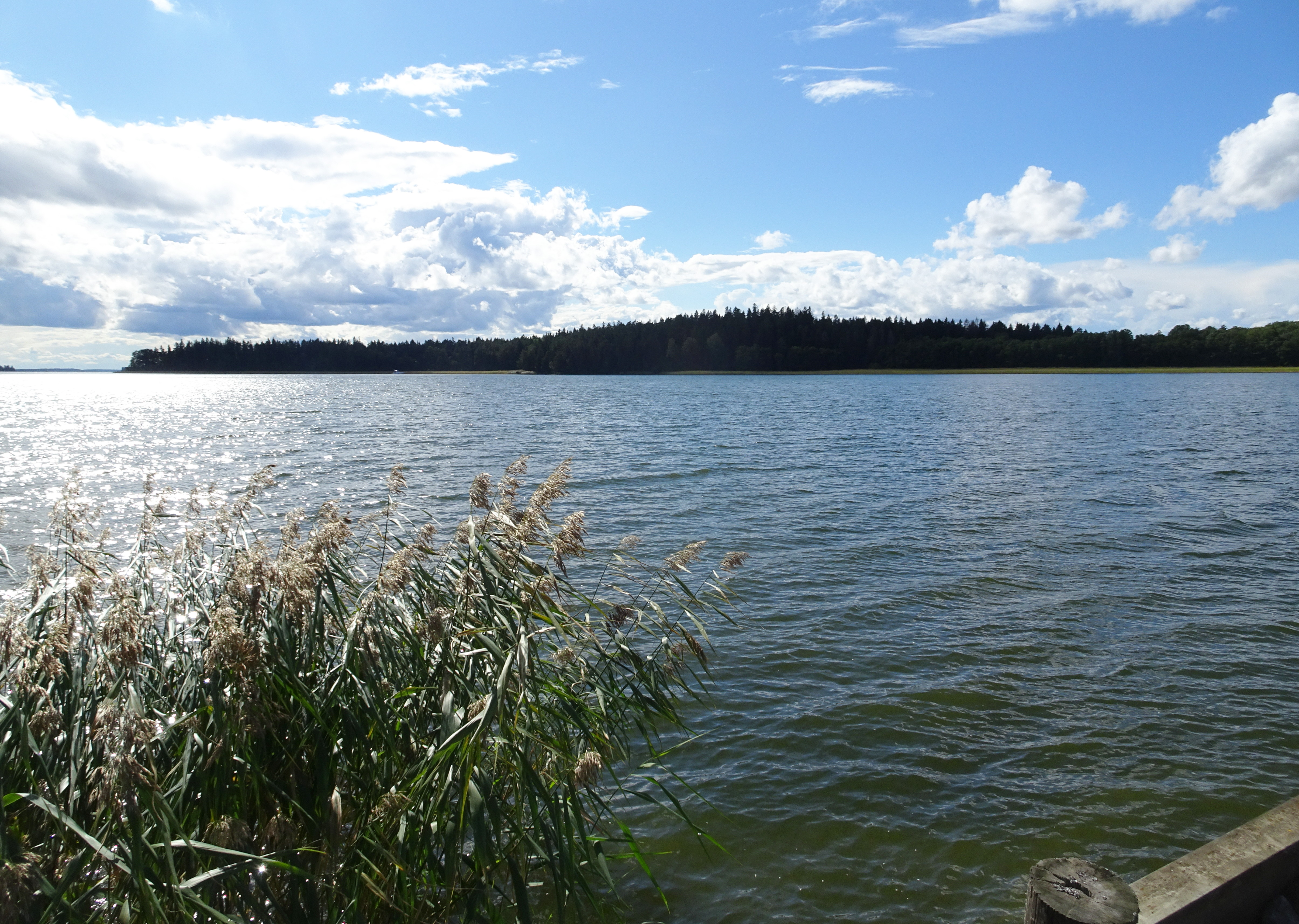
Svalgarns södra udde, vy från Sjö gård.

Svalgarn är en ö i Norra Björkfjärden i Mälaren och ett naturreservat i Upplands-Bro kommun, Stockholms län. Naturreservatet omfattar en area om 25 hektar och bildades 1993. Området är Natura 2000-skyddat. Markägaren är privat men reservatet sköts av kommunen. Ön kan nås av allmänheten enbart med egen båt eller över isen vintertid.

## Beskrivning
Svalgarn ligger mellan 300 meter och 700 meter utanför fastlandet i västra Upplands-Bro. Ön är cirka 1 200 meter lång och som mest 300 meter bred. I norr ansluter ön Granholmen som ligger i Uppsala län och inte ingår i reservatet. 
Svalgarn består av en moräntäckt höjdrygg som höjer sig upp till 25 meter över Mälarens vatten. Ön är bevuxen med gammal naturskog, i huvudsak barrskog med gamla träd, lågor och torrträd. Runt stränderna finns alstrandskog. I modern tid har inget skogsbruk förekommit. Till vegetationen hör även ett antal skyddsvärda vedsvampar. På ön häckar fiskgjuse och rördrom. Numera finns inga byggnader på ön, men en husgrund vittnar om tidigare bebyggelse. 
Syftet med naturreservatet är enligt kommunen ”att bevara naturskogen och dess växt- och djurliv samt att göra området tillgängligt för allmänheten”.